# Zsolt Szabó (autocoureur)
Zsolt Dávid Szabó (Miskolc, 16 november 1995) is een Hongaars autocoureur.

## Racing career
Szabó begon zijn autosportcarrière in 2015 in de Seat Leon Eurocup, waarbij hij voor Zengő Motorsport reed. Na vier raceweekenden verliet hij het kampioenschap zonder punten en met een negende plaats op het Autódromo do Estoril als beste resultaat, waardoor hij 24e werd in de eindstand. Desondanks mocht hij later dat jaar voor Zengő zijn debuut maken in de TCR International Series in een Seat León Cup Racer tijdens het raceweekend op het Autodromo Nazionale Monza. Hij eindigde hier de races als achtste en zevende, waardoor hij ook hier 24e werd in het kampioenschap met 10 punten.
Nadat hij in 2016 niet deelnam aan races, maakte Szabó in 2017 de overstap naar de European Touring Car Cup, waarin hij opnieuw uitkwam voor Zengő. Na zijn eerste podiumplaats op de Hungaroring behaalde hij op het Circuito Internacional de Vila Real zijn eerste zege in het kampioenschap. Daarnaast maakte hij in de tweede seizoenshelft van het World Touring Car Championship dat jaar zijn debuut in de klasse bij Zengő als vervanger van de vertrokken Aurélien Panis.